# Gaspard Lemaire
Georges Gaspard Thomas Lemaire (Antwerpen, 29 september 1899 – aldaar, 8 maart 1979) was een Belgisch zwemmer. 

## Levensloop
Op de Olympische Zomerspelen 1920 in Antwerpen nam hij, samen met Gérard Blitz, deel aan de 100 meter rugslag. In zijn halve finale werd hij derde.
Toen in 1948 de Koninklijke Antwerpse Zwemclub Scaldis (KAZS) wordt gesticht, was Lemaire een van de leden van de raad van bestuur. Van 1957 tot 1959 was hij voorzitter van KAZS. In 1950 speelde Scaldis voor de eerste maal een oefenwedstrijd waterpolo. De Scaldissers werden versterkt met Lemaire en Maurice Blitz. Ze wonnen met 7-4. Nadien was hij nog enkele jaren actief als scheidsrechter in het waterpolo.
Zijn kleinzoon Tom nam eveneens deel aan de Olympische Spelen.